# Igor Kołosowski
Igor Konstantinowicz Kołosowski (ros. Игорь Константинович Колосовский, ur. 7 grudnia 1920 w Tomsku, zm. 28 listopada 2010 w Moskwie) – radziecki dyplomata.

## Życiorys
Był członkiem WKP(b), 1946 ukończył sekcję hiszpańską i angielską Wyższej Szkoły Dyplomatycznej Ministerstwa Spraw Zagranicznych ZSRR, 1946-1949 pracował w Ambasadzie ZSRR w Argentynie, później w aparacie MSZ ZSRR, 1954-1957 ponownie w Ambasadzie ZSRR w Argentynie, gdzie był radcą. W 1956 pełnił funkcję chargé d'affaires ZSRR w Argentynie, od 1957 ponownie pracował w aparacie MSZ ZSRR, 1959-1960 był zastępcą kierownika Wydziału Państw Afryki MSZ ZSRR, 1960-1961 kierownikiem Wydziału II Afrykańskiego MSZ ZSRR, a od 1961 do sierpnia 1965 radcą Ambasady ZSRR w USA. Od 3 sierpnia 1965 do 27 stycznia 1970 ambasador nadzwyczajny i pełnomocny ZSRR w Urugwaju, od 27 stycznia 1970 do 11 sierpnia 1972 ambasador nadzwyczajny i pełnomocny ZSRR w Meksyku, później starszy doradca i główny doradca Zarządu Planowania Zabiegów Polityki Zagranicznej, od 1974 zastępca przewodniczącego Międzyresortowej komisji prawa morskiego przy MSZ ZSRR. Pochowany na Cmentarzu Nowodziewiczym.